# 19210 Higayoshihiro
19210 Higayoshihiro este o planetă minoră (asteroid) din centura de asteroizi. A fost descoperită pe 25 decembrie 1992 la Geisei⁠(d) de Tsutomu Seki. 
Obiectul prezintă o orbită caracterizată de o semiaxă mare de 2,5792178 UAi, o excentricitate de 0,24, o înclinație de 4,08753 ° în raport cu ecliptica.